# Robert Quiñónez
Robert Quiñonez (Esmeraldas, Provincia de Esmeraldas, Ecuador, 21 de febrero de 1989) es un futbolista ecuatoriano. Juega de delantero o volante y su actual equipo es el Coronel Bolognesi de la Segunda División del Perú. Actualmente tiene 36 años.

## Clubes
| Club              | País    | Año         |
| ----------------- | ------- | ----------- |
| Macará            | Ecuador | 2009 - 2010 |
| Coronel Bolognesi | Perú    | 2010 -      |